# Рівняння внутрішньої будови зір
Рівняння внутрішньої будови зір (зокрема, уявлення про гідродинамічну та теплову рівновагу) є основою теорії внутрішньої будови зір — розділу астрофізики, що вивчає природу джерел енергії зорі, механізми перенесення цієї енергії до поверхні; будує модель зорі, тобто дає картину розподілу тиску, густини, світності, температури і хімічного складу від центра зорі до її поверхні.

## Рівняння рівноваги зорі

### Рівняння механічної рівноваги
Вважається, що зоря перебуває в рівновазі під дією сили тяжіння і у неї наявна сферична симетрія. P - тиск і {\displaystyle \rho } - густина всередині зорі. Ці величини залежать від відстані r від центру зорі:
{\displaystyle dP=-g\rho \,dr,\quad (1)}
де g - прискорення сили тяжіння у визначеному місці зорі, у випадку сферичної симетрії {\displaystyle g=G{\frac {M_{r}}{r^{2}}},\quad (2)}
де {\displaystyle M_{r}} - маса всередині сфери радіуса r. Рівняння неперервності маси:
{\displaystyle M_{r}=4\pi \int \limits _{0}^{r}\rho r^{2}dr}.
Підставляючи (2) в (1), можна отримати рівняння гідростатичної рівноваги:
{\displaystyle {dP \over dr}=-G{M_{r} \over r^{2}}\rho }.
Вводячи сюди вираз для {\displaystyle M_{r}}, можна прийти до рівняння механічної рівноваги такого вигляду:
{\displaystyle {1 \over r^{2}}{d \over dr}{\Biggl (}{r^{2} \over \rho }{dP \over dr}{\Biggr )}{}=-4\pi G\rho .\quad (3)}
Рівняння (3) є одним з основних рівнянь теорії внутрішньої будови зір.

### Рівняння енергетичної рівноваги
Друге основне рівняння цієї теорії — рівняння енергетичної рівноваги зорі. Воно показує, що кількість енергії, яка виробляється в будь-якому елементарному об'ємі зорі, дорівнює кількості енергії, яка з цього об'єму виходить.
Нехай {\displaystyle \varepsilon } - кількість енергії, що виробляється в одному грамі зоряної речовини, {\displaystyle L_{r}} - кількість енергії, що виробляється всередині сфери радіуса r за 1 секунду. Маємо:
{\displaystyle L_{r}=4\pi \int \varepsilon \rho r^{2}dr.\quad (4)}
Позначимо через {\displaystyle H_{r}} потік енергії в радіальному напрямку на відстані r від центру зорі. На основі згаданої на початку умови отримуємо
{\displaystyle 4\pi r^{2}H_{r}=L_{r}.}
Вираз для потоку енергії визначається механізмом переносу енергії всередині зорі. Основним таким механізмом є випромінювання(хоча в деяких випадках перенесення енергії відбувається шляхом конвекції або теплопровідності).
Якщо вважати, що енергія всередині зорі переноситься лише шляхом випромінювання, то з рівняння переносу випромінювання знаходимо
{\displaystyle {dP_{r} \over dr}=-{\varkappa \rho  \over c}H_{r},}
де {\displaystyle P_{r}} - тиск випромінювання, с - швидкість світла і {\displaystyle \varkappa } - коефіцієнт поглинання, розрахований на одиницю маси.
З двох попередніх рівнянь отримуємо
{\displaystyle {dP_{r} \over dr}=-{\varkappa \rho  \over c}{L_{r} \over 4\pi r^{2}}.\quad (5)}
Підставляючи (4) в (5), маємо
{\displaystyle {1 \over r^{2}}{d \over dt}{\Biggl (}{r^{2} \over \varkappa \rho }{dP_{r} \over dr}{\Biggr )}=-{\varepsilon  \over c}\rho .\quad (6)}
Рівняння (6) і є шуканим рівнянням енергетичної рівноваги зорі.

## Фізичні процеси всередині зір

### Рівняння стану зоряної речовини
Із заглибленням в зорю відбувається значне збільшення температури. Це зумовлює значну іонізацію атомів. Відношення числа іонізованих атомів {\displaystyle n^{+}} до нейтральних атомів {\displaystyle n_{1}} визначається такою формулою:
{\displaystyle n_{e}{n^{+} \over n_{1}}={g^{+} \over g_{1}}{2(2\pi mkT)^{3/2} \over h^{3}}e^{-\chi _{1} \over kT},\quad (7)}
де {\displaystyle g^{+}} - статистична вага іонізованого стану,  {\displaystyle g_{1}} - статистична вага нейтрального стану атомів,  {\displaystyle \chi _{1}} - енергія іонізації з основного стану.
Аналогічним чином визначається і відношення числа s разів іонізованих атомів до числа s-1 разів іонізованих атомів. З формули (7) видно, що ступінь іонізації істотно залежить від відношення {\displaystyle {\chi _{1} \over kT}} і, грубо кажучи, атоми переходять в наступну стадію іонізації, коли це відношення стає порядка одиниці. Тому легкі атоми, що мають невеликі енергії відриву останнього електрона (зокрема гідроген і гелій), виявляються повністю іонізованими вже в поверхневих шарах зорі. А від важких атомів у міру заглиблення відривається все більше і більше електронів.
Таким чином, газ всередині зорі по суті є високотемпературною плазмою, яка складається з великої кількості вільних електронів, «оголених» ядер легких атомів і важких атомів без значної частини своїх електронних оболонок. 
Ступінь іонізації залежить не лише від температури, але і від концентрації вільних електронів. У зоряних атмосферах великий ступінь іонізації навіть при малих температурах, так як концентрація вільних електронів там порівняно мала. Можна було б очікувати, що при заглибленні в зорю газ перестає бути ідеальним внаслідок сильного зростання його густини. Однак в реальності майже повна іонізація атомів всередині зорі викликає різке зменшення розмірів частинок (від розмірів атомів порядку {\displaystyle 10^{-8}} см до розмірів ядра порядкк {\displaystyle 10^{-13}} см). Завдяки цьому і всередині зорі газ залишається ідеальним, тому рівняння ідеального газу можна записати у вигляді 
{\displaystyle P=nkT.\quad (8)}

### Перенесення енергії всередині зорі
Для розв'язання рівняння (3) необхідно задати зв'язок між тиском р і густиною {\displaystyle \rho }. Рівняння стану (8) застосовувати не можна, оскільки воно містить ще один параметр - температуру Т, розподіл якої вздовж радіуса зорі невідомий. На момент розроблення основних уявлень про структуру зоряних надр (на початку ХХ ст.) вважалося, що енергія від центра зорі до її поверхні переноситься конвекцією. У цьому випадку  тиск р і густина {\displaystyle \rho } пов'язані між собою законом адіабатичних змін {\displaystyle p=K\rho ^{\gamma }\quad (9)} ({\displaystyle \gamma } - показник адіабати) і задача зводиться до диференціального рівняння другого порядку для однієї невідомої {\displaystyle \rho (t)}.
Степеневу залежність тиску від густини можна поширити і на зорі, які перебувають у стані променистої рівноваги (енергія переноситься випромінюванням).  Рівняння (9) стали записувати у вигляді
{\displaystyle p=K\rho ^{1+{1 \over n}}\quad (10),}
Де К - параметр адіабати, n - індекс політропи. Модель зорі, побудовану за умов (9) і (10) названо політропною моделлю. Індекс n = 1 описує внутрішню будову твердого тіла (наприклад, планети). Для зір, які складаються з газу підходить, напириклад, n = 3 за умови, що зоря перебуває в стані променистої рівноваги.
Проте реальну зорю, строго кажучи, не можна розглядати як політропу одного індексу. Зокрема, для Сонця зовнішня, конвективна оболонка описується розвязком, що відповідає політропі n = 1,5 , його внутрішня частина близька до індексу n = 3.
Для визначення точної структури зорі варто записати ще два рівняння, які визначають зміну світності й температури з поточним радіусом:
{\displaystyle {dL(r) \over dr}=4\pi r^{2}\rho (r)\varepsilon (r)\quad ,(11)}
{\displaystyle {dT(r) \over dr}=-{L(r) \over 4\pi r^{2}f(r)},\quad (12)}
де {\displaystyle \varepsilon (r)} - темп виділення енергії, розрахований на грам зоряної речовини, а {\displaystyle f(r)} - коефіцієнт теплопровідності, щво визначає конкретний механізм перенесення тепла (у даному випадку - це коефіцієнт променистої теплопровідності).
Якщо енергія переноситься конвекцією, то замість (12) варто записати
{\displaystyle {dT(r) \over dr}=-{(\gamma -1) \over \gamma }{T(r) \over p(r)}{Gm(r) \over r^{2}}\rho .\quad (13)}
Рівняння (12) і (13) називаються температурними градієнтами променистого та конвективного переносу енергії відповідно.
У зорях перенесення енергії від центра до поверхні здійснюється за допомогою одного з двої процесів: перевипромінювання квантів або конвекції. Домінування того чи іншого механізму залежить від конкретних локальних умов (температура газу, його густина й непрозорість). При розв'язанні системи рівнянь, яка описує структуру зорі від центра до поверхні, для кожного значення r перевіряють умову {\displaystyle {\Biggl (}{dT \over dr}{\Biggr )}_{s}\geq {\Biggl (}{dT \over dr}{\Biggr )}_{a},} де {\displaystyle {\Biggl (}{dT \over dr}{\Biggr )}_{s}} - структурний градієнт температури, що описується рівнянням (11), а {\displaystyle {\Biggl (}{dT \over dr}{\Biggr )}_{a}} - адіабатичний градієнт температури з (12). Якщо ця умова виконується, то розрахунок у даній точці r проводять за градієнтом (13), а якщо ні - то градієнтом (12).
Щоб позбутися залежності від густини у наведених вище рівняннях використаємо рівняння стану ідеального газу
{\displaystyle p(r)={RT(r) \over \mu (r)}\rho (r),\quad (14)}
де μ - середня молекулярна маса речовини, R - універсальна газова стала.
Для більшості зір нормальної будови основним механізмом передачі енергії із більш нагрітих в менш нагріті шари є промениста теплопровідність. В цьому випадку коефіцієнт теплопровідності дорівнює:
{\displaystyle f(r)={4ac \over 3}{T(r)^{3} \over \kappa (r)\rho (r)}.}
Тут {\displaystyle \kappa (r)} - коефіцієнт поглинання зоряної речовини в розрахунку на одиницю маси. У найпростішому випадку теорія дає такий вираз:
{\displaystyle \kappa (r)=4\cdot 10^{2}5(1+X)Z\rho (r)T(r)^{-3.5}.}